# Escola de Comando e Estado-Maior do Exército
A Escola de Comando e Estado-Maior do Exército (ECEME)  - Escola Marechal Castello Branco - é o estabelecimento de ensino de mais alto nível do Exército Brasileiro.
Localizada no bairro da Urca, na cidade do Rio de Janeiro, tem a missão de preparar oficiais superiores para o exercício de funções de Estado-Maior, comando, chefia, direção e de assessoramento. Além disso, coopera com os órgãos de direção geral e setorial no desenvolvimento da doutrina para o preparo e o emprego da Força Terrestre.
Está diretamente subordinada à Diretoria de Educação Superior Militar (DESMil), do Departamento de Educação e Cultura do Exército (DECEx). 

## História

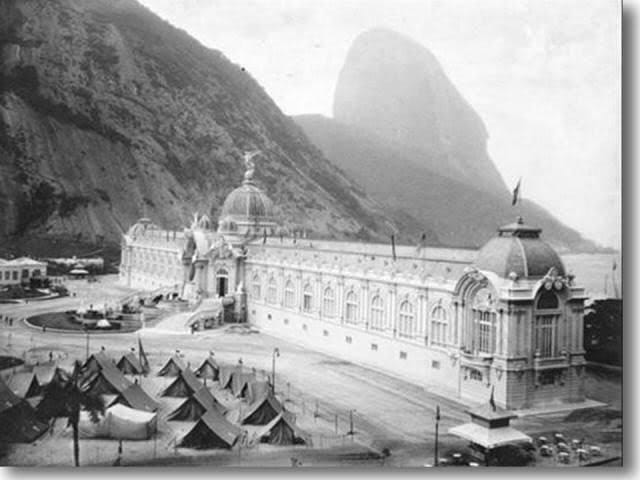
Prédio da Escola Militar da Praia Vermelha, que foi uma das sedes da ECEME.

Quando da transferência da corte portuguesa para o Brasil (1808-1821), estabeleceu-se no Rio de Janeiro o Quartel-general da Corte, que orientava e coordenava as atividades do Exército Português.
Posteriormente, no início do século XX, o Decreto de 2 de Outubro de 1905 criou a Escola de Estado-Maior. Com a sua implantação passaram a ser ministrados regularmente, aos oficiais superiores do Exército Brasileiro, ensinamentos estratégicos, táticos e logísticos, indispensáveis ao preparo e ao emprego da Força Terrestre que se modernizava.
Com o término da Primeira Guerra Mundial (1918), o governo brasileiro foi buscar, na França, instrutores especializados em assuntos ligados à arte da guerra. Os elementos da chamada Missão Militar Francesa, que se estendeu até 1940, proporcionaram atualização aos oficiais da Escola de Estado-Maior, quer em termos de novos processos de combate, quer publicações sobre táticas das armas, serviços em campanha e chefia militar.
A participação do país na Segunda Guerra Mundial, em particular com a constituição da Força Expedicionária Brasileira, trouxe modificações profundas na doutrina, currículos e métodos de ensino e de trabalho, além de no próprio ambiente da Escola de Estado-Maior. O retorno dos últimos três membros da missão militar francesa, e os acordos militares com os estadunidenses, concorreram decisivamente para que essas modificações acontecessem. Abriu-se assim, a partir de 1940, uma nova etapa na trajetória da Escola, marcada pela sua instalação definitiva no atual prédio, na Praia Vermelha.
A 26 de Janeiro de 1967 foi feita Membro-Honorário da Ordem Militar de Avis de Portugal.

## Apresentação

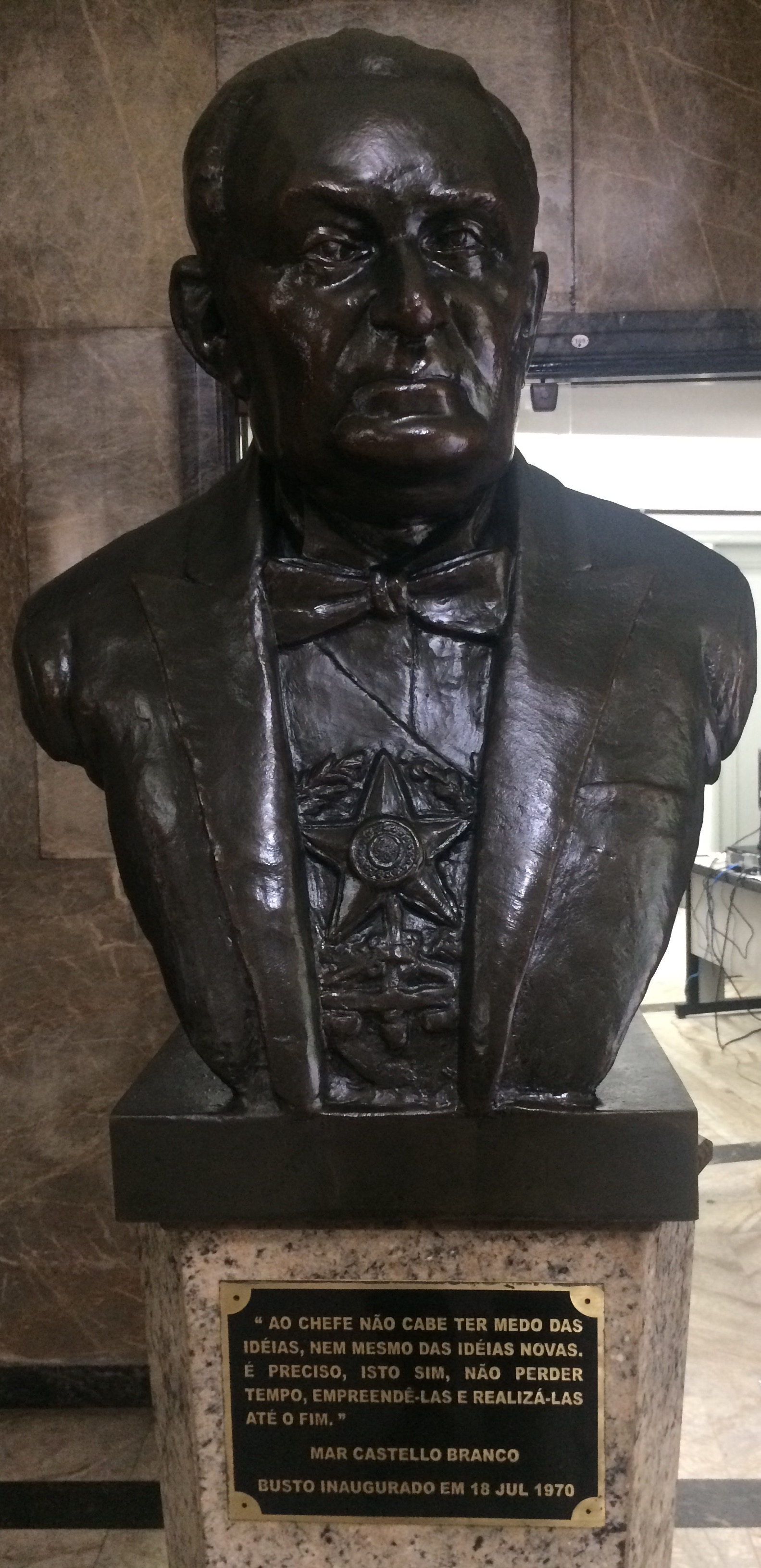
Busto do Marechal Castello Branco, na entrada da ECEME.

Em consonância com as diretrizes do Estado-Maior do Exército, a Escola implantou projetos de modernização e de melhoria da gestão. Do mesmo modo, por meio de projetos específicos, buscou-se preservar os objetos e o acervo histórico, bem como a memória de antigos comandantes que lhe confiaram bibliotecas e objetos pessoais.
A Escola adota diversos currículos e Planos de Disciplinas correspondentes aos cursos oferecidos, utilizando o ensino por competências. Busca uma permanente atualização dos currículos que são revistos periodicamente com a utilização de uma metodologia própria de base científica, especialmente desenvolvida para o sistema de ensino do Exército Brasileiro.
A sistemática de avaliação escolar vem sendo constantemente aperfeiçoada, envolvendo o desempenho do aluno nas atividades escolares, especialmente nos trabalhos em grupo e nos resultados das provas formais a que é submetido.
A Escola busca enfatizar a integração e o método de trabalho em grupo nas diversas atividades escolares, adota um programa de leitura para estimular a leitura e ampliar a cultura dos oficiais e desenvolve um amplo relacionamento externo com entidades de ensino, civis e militares, buscando a cooperação em diversas áreas do ensino.
A Escola conta com um moderno Espaço Cultural, reunindo em um mesmo ambiente a biblioteca, um salão de recepção e um salão de exposições. A biblioteca dispõe de vasto acervo de obras para consulta, além de estar ligada a outras bibliotecas no país e no exterior, sendo especializada em ciência militar.
Além da leitura de obras selecionadas e do estímulo ao autoaperfeiçoamento, a Escola propicia a seus alunos visitas a Sítios Históricos como a Fortaleza de Santa Cruz, os Fortes Imbuhy e Rio Branco, o Museu Histórico do Exército, o Museu Histórico Nacional, Museu aos Mortos na II Guerra Mundial e exposições de interesse cultural.
A manutenção do condicionamento físico é fundamental para o bom rendimento escolar. O Treinamento Físico Militar está inserido no Plano de Disciplinas e prevê, também, exames de taxas de colesterol, taxas de gordura e teste de esforço, que são aplicados anualmente aos alunos e estagiários, com o apoio do Centro de Capacitação Física do Exército (CCFEx).

## O Concurso de Admissão
Conforme previsto nas Instruções Reguladoras do Concurso de Admissão e da Matricula na ECEME (IRCAM), o processo seletivo para os CAEM é executado em três subprocessos: a inscrição, a seleção institucional e a seleção intelectual.
A solicitação de inscrição é realizada via Portal de Educação do Exército, na internet, e fica sujeita ao deferimento do Comandante da ECEME. Todas as solicitações de inscrição que estiverem de acordo com as IRCAM serão deferidas e remetidas à Diretoria de Avaliação e Promoção do Exército (DAProm) e servirão de subsídio para o segundo subprocesso, a seleção institucional, realizada pela Comissão Permanente de Sindicância daquela Diretoria.
O terceiro subprocesso, a seleção intelectual, é realizado por meio de provas discursivas aplicadas aos candidatos aptos na seleção institucional, a cargo da ECEME. São provas realizadas nos mesmos moldes daquelas do Curso de Preparação aos CAEM (com informações abaixo). Nesse contexto, o CP-CAEM tem íntima ligação com o concurso, uma vez que para realizar o CA/ECEME o candidato deve ter sido aprovado no CP-CAEM. Assim, a preparação para o concurso à Escola começa com a realização do Curso de Preparação.
Mas, afinal, para que é necessário um concurso de admissão para o ingresso na ECEME?
Pelo fato de o Concurso selecionar os futuros dirigentes da Força Terrestre. Nas funções que virão a desempenhar, serão exigidos em capacidades cognitivas e afetivas, que podem ser assim sintetizadas:
1. Embasamentos intelectual e cultural, necessários ao futuro oficial do Estado-Maior e assessor de alto nível da força;
2. Conhecimento interdisciplinar de História e Geografia, necessário à continuidade da instituição de caráter permanente “Exército Brasileiro”, em uma nação com as dimensões e projeção do Brasil; e
3. Capacidade de resolução de problemas de forma sintética, clara, objetiva, coerente, com reduzida disponibilidade de tempo.
O que é o Concurso de Admissão à ECEME? O CA, para os oficiais das Armas, dos Quadros de Material Bélico e de Engenheiros Militares e do Serviço de Intendência, é constituído de 02 (duas) provas, as quais abrangem as disciplinas de Geografia e História. Os oficiais de Saúde realizam somente a prova de Geografia. Todos os candidatos já deverão estar habilitados em idioma estrangeiro.

## Cursos
Todos os cursos da Escola são de pós-graduação e ministrados em consonância com a legislação que regula o ensino de grau superior no País e conforme o prescrito no Regulamento da Lei de Ensino do Exército. São eles:
- Curso de Política, Estratégia e Alta Administração do Exército (CPEAEx);
- Curso Internacional de Estudos Estratégicos (CIEE);
- Cursos de Altos Estudos Militares (CAEM):
- Curso de Comando e Estado-Maior (CCEM);
- Curso de Direção para Engenheiros Militares (CDEM);
- Curso de Chefia e Estado-Maior para Oficiais Médicos (CCEM/Med);
- Curso de Comando e Estado-Maior para Oficiais de Nações Amigas (CCEM/ONA);
- Curso de Preparação aos Cursos de Altos Estudos Militares (CP/CAEM);
- Pesquisa e Pós-graduação em Ciências Militares stricto sensu (PPGCM-SS).

### Curso de Política, Estratégia e Alta Administração do Exército - CPEAEx
Destinado a coronéis selecionados por mérito, com a duração de um ano e com vagas para oficiais da Marinha e Aeronáutica. O objetivo geral desse curso é o de habilitar e capacitar oficiais ao assessoramento aos mais altos escalões das Forças Singulares.

### Cursos de Altos Estudos Militares - CAEM
Os quatro cursos de Altos Estudos Militares estão assim divididos:

#### Curso de Comando e Estado-Maior - CCEM
Tem por objetivos habilitar e capacitar oficiais das Armas (Infantaria, Cavalaria, Artilharia, Engenharia, Comunicações), Serviço de Intendência e do Quadro de Material Bélico (QMB) ao exercício de cargos e funções de estado-maior de grandes unidades (Brigadas) e grandes comandos, bem como para o exercícios de cargo e funções de comandantes desses mesmos níveis de comando e de outros privativos de oficial-general combatente. A duração do curso é de dois anos e destina-se a oficiais nos postos de major e tenente-coronel.

#### Curso de Comando e Estado-Maior para Médicos - CCEM/Med
Os objetivos são habilitar e capacitar esses oficiais ao exercício de cargos e funções de estado-maior peculiares ao Serviço de Saúde nos escalões de comando pertinentes, e aos cargos e funções de chefia privativos de oficial-general do respectivo serviço. Para um universo de majores e tenente-coronéis, o curso tem a duração de um ano.

#### Curso de Direção para Engenheiros Militares - CDEM
Objetivando proporcionar aos oficiais desse quadro (QEM) conhecimentos essenciais à condução em assessoramento de atividades relacionados à Mobilização Industrial e habilitá-los ao exercício de cargos e funções previstos no quadro de oficiais-generais engenheiros militares. O curso é frequentado por majores, tenente-coronéis e coronéis e tem duração de um ano.

#### Curso de Comando e Estado-Maior para Oficiais de Nações Amigas - CCEM/ONA
Tem por objetivos capacitar esses oficiais ao exercício de cargo e funções de estado-maior e estreitar os laços de amizade com os países representados. A duração do curso é de um ano.

### Curso de Preparação aos Cursos de Altos Estudos Militares – CP-CAEM
O Curso de Preparação ao CAEM tem a duração aproximada de doze meses. É realizado na modalidade de ensino não presencial (ensino a distância - EAD) e ministrado de forma obrigatória, sendo a aprovação condição para realização do CA/ECEME, CGAEM e seleção à Qualificação Funcional Específica (QFE). O CP-CAEM utiliza, como ferramenta de ensino, de uma moderna plataforma virtual de aprendizagem (denominada EB Aula), em função de seus alunos estarem espalhados nas diversas guarnições militares em território nacional e no exterior.
O curso tem por objetivos:
1. Capacitar oficiais para participarem dos processos seletivos aos cursos da ECEME, em condições de igualdade, independente da Gu onde estejam servindo;
2. Fornecer embasamento cultural para o bom desempenho dos oficiais nos cursos da ECEME; e
3. Ampliar os conhecimentos gerais dos oficiais do EB, privilegiando a História e a Geografia e tendo como disciplinas instrumentais a História Militar, Introdução à Geopolítica e à Estratégia, Expressão Escrita e Método para a Solução de Questões, consideradas essenciais no amadurecimento cultural e profissional do oficial superior e futuro chefe.
O universo dos alunos matriculados no CP/CAEM é constituído de oficiais voluntários das Armas, do Serviço de Intendência, do Quadro de Material Bélico, do Quadro de Engenheiros Militares e do Quadro de Médicos.

### Pesquisa e Pós-graduação em Ciências MilitaresStricto Sensu
A ECEME conduz, desde 2001, seus PPG nos níveis Lato Sensu (Especialização) e Stricto Sensu (Mestrado) e, a partir de 2005, o Stricto Sensu (Doutorado), todos em Ciências Militares. O Stricto Sensu encontra-se credenciado junto a CAPES, tanto o mestrado como ou doutorado, e destina-se a militares e civis, nacionais ou estrangeiros, com o objetivo de formar profissionais de alta qualificação.
Os programas estão organizados em uma área de concentração e suas respectivas linhas de pesquisa, que compreendem os assuntos de interesse da ECEME/Exército Brasileiro, bem como temas de interesse da área de defesa nacional, conforme abaixo especificados:
| ÁREA DE CONCENTRAÇÃO | LINHAS DE PESQUISA         | ASSUNTOS | ASSUNTOS                                                                             |
| DEFESA NACIONAL      | Gestão da Defesa           | 1. Gestão | - de Organizações Militares - Orçamentária e Financeira - de Saúde - de C&T          |
| DEFESA NACIONAL      | Gestão da Defesa           | 2. Gestão Pública (inclusive Base Industrial de Defesa) 3. Liderança Estratégica e Militar 4. Gestão de Processos 5. Gestão de Projetos 6. Logística e Mobilização |                                                                                      |
| DEFESA NACIONAL      | Estudos da Paz e da Guerra | 1. Doutrina Militar | - Preparo e Emprego da Força Terrestre - Sistemas Operacionais - Operações Conjuntas |
| DEFESA NACIONAL      | Estudos da Paz e da Guerra | 2. Segurança e Defesa 3. Geopolítica e Estratégia 4. Estudos Prospectivos 5. Relações Internacionais 6. História Organizacional e Militar                          |                                                                                      |

## Cronologia
- 1905 - Criação da Escola de Estado-Maior (EEM), subordinada ao Estado-Maior do Exército (EME).
- 1906 - Início do funcionamento no antigo prédio do Ministério da Guerra, na ala voltada para a Central do Brasil.
- 1907 - Instalação provisória na extinta Escola Militar do Brasil, na Praia Vermelha.
- 1909 - Diplomação da primeira turma; aumento do curso para três anos e inclusão do ensino de Estratégia e da História Militar.
- 1916 - Início da participação de autoridades civis e militares como conferencistas na Escola.
- 1918 - Suspensão temporária das atividades escolares em decorrência da Primeira Guerra Mundial.
- 1920 - Reinício das atividades na ala norte do antigo Ministério da Guerra; início da orientação da Missão Militar Francesa.
- 1921 - Instalação no edifício ocupado pelo Primeiro Batalhão de Polícia do Exército, situado na Rua Barão de Mesquita.
- 1940 - Instalação definitiva no atual prédio da Praia Vermelha, coincidentemente com o término da Missão Militar Francesa.
- 1947 - Criação do Curso de Estado-Maior de Serviços.
- 1955 - Mudança de denominação para Escola de Comando e Estado-Maior do Exército (ECEME).
- 1964 - Introdução das  "áreas de ensino" no currículo da ECEME.
- 1965 - Reorganização da ECEME para atender à nova sistemática de ensino e criação do Curso de Preparação à ECEME.
- 1968 - Substituição das áreas de ensino por seções de ensino.
- 1969 - Mudança de subordinação do EME para a Diretoria de Formação e Aperfeiçoamento (DFA), órgão do Departamento de Ensino e Pesquisa (DEP) do Ministério do Exército.
- 1977 - Início do curso de Estado-Maior com duração de dois anos; diplomação da primeira turma do Curso de Direção para Engenheiros Militares.
- 1986 - Criação do Curso de Política, Estratégia e Alta Administração do Exército (CPEAEx).
- 1988 - Diplomação da primeira turma do CPEAEx
- 1996 - Início da reestruturação da Escola para adequação à modernização do Sistema de Ensino do Exército.
- 2001 - Implementação do Programa de Pós-Graduação da ECEME.
- 2005 - Comemoração do Centenário da ECEME e denominação Histórica de Escola Marechal Castello Branco;
- 2006 – Criação do Curso de Gestão e Assessoramento de Estado-Maior;
- 2012 – Criação do Instituto Meira Mattos;
- 2015 – Reconhecimento do Mestrado Acadêmico do PPGCM pela CAPES;
- 2016 – Implementação do Ensino por competências e reestruturação da Escola para adequação a esse ensino; Reconhecimento do Doutorado Acadêmico do PPGCM pela CAPES;
- 2017 – Transferência do CGAEM para a Escola de Formação Complementar do Exército (EsFCEx).

## Comandantes
Dentre seus 60 comandantes, destacam-se figuras notáveis como o Presidente Humberto de Alencar Castelo Branco e os Ministros  Nestor Sezefredo dos Passos, Henrique Teixeira Lott, Zenildo Gonzaga Zoroastro de Lucena, Ivan de Sousa Mendes e   Sérgio Westphalen Etchegoyen.

### Escola de Estado-Maior (1905-1955)
| Número | Nome                                                | Foto | Início                  | Fim                    |
| ------ | --------------------------------------------------- | ---- | ----------------------- | ---------------------- |
| 1      | General de Brigada Miguel Maria Girard              |      | 26 de janeiro de 1906   | 1 de outubro de 1907   |
| 2      | Coronel Alfredo Cândido de Moraes Rêgo              |      | 8 de outubro de 1907    | 3 de outubro de 1910   |
| 3      | Coronel Gabino Bezouro                              |      | 3 de outubro de 1910    | 20 de abril de 1914    |
| 4      | Coronel Felinto Alcino Braga Cavalcanti             |      | 20 de abril de 1914     | 11 de agosto de 1916   |
| 5      | General de Brigada Inácio de Alencastro Guimarães   |      | 11 de agosto de 1916    | 14 de janeiro de 1918  |
| 6      | Coronel Nestor Sezefredo dos Passos                 |      | 15 de março de 1920     | 9 de fevereiro de 1921 |
| 7      | Coronel Raymundo Pinto Seidl                        |      | 16 de fevereiro de 1921 | 1 de maio de 1923      |
| 8      | Coronel Jonathas Borges Fortes                      |      | 21 de maio de 1923      | 16 de agosto de 1924   |
| 9      | Coronel Augusto Limpo Teixeira de Freitas           |      | 19 de agosto de 1924    | 17 de novembro de 1926 |
| 10     | Coronel Raymundo Rodrigues Barbosa                  |      | 16 de dezembro de 1926  | 22 de junho de 1931    |
| 11     | Coronel Christovão de Castro Barcellos              |      | 23 de junho de 1931     | 20 de junho de 1933    |
| 12     | Coronel José Antonio Coelho Netto                   |      | 20 de junho de 1933     | 4 de outubro de 1934   |
| 13     | Coronel Estevam Leitão de Carvalho                  |      | 4 de outubro de 1934    | 2 de janeiro de 1936   |
| 14     | Coronel Isauro Reguera                              |      | 2 de janeiro de 1936    | 10 de janeiro de 1938  |
| 15     | Coronel Milton de Freitas Almeida                   |      | 15 de março de 1938     | 8 de junho de 1939     |
| 16     | Coronel Renato Baptista Nunes                       |      | 8 de junho de 1939      | 15 de dezembro de 1942 |
| 17     | Coronel Henrique Baptista Duffles Teixeira Lott     |      | 23 de dezembro de 1942  | 12 de julho de 1943    |
| 18     | Coronel Fernando de Sabóia Bandeira de Mello        |      | 12 de julho de 1943     | 12 de abril de 1945    |
| 19     | General de Brigada Francisco Gil Castelo Branco     |      | 5 de julho de 1945      | 8 de junho de 1946     |
| 20     | General de Brigada Tristão de Alencar Araripe       |      | 8 de junho de 1946      | 3 de maio de 1949      |
| 21     | General de Brigada José Daudt Fabrício              |      | 3 de maio de 1949       | 1 de abril de 1952     |
| 22     | General de Brigada João Valdetaro de Amorim e Mello |      | 1 de abril de 1952      | 5 de setembro de 1952  |
| 23     | General de Brigada Antonio José Coelho dos Reis     |      | 30 de outubro de 1952   | 27 de agosto de 1954   |

### Escola de Comando e Estado-Maior do Exército (1955-atualidade)
| Número | Nome                                                    | Foto | Início                  | Fim                     |
| ------ | ------------------------------------------------------- | ---- | ----------------------- | ----------------------- |
| 24     | General de Brigada Humberto de Alencar Castello Branco  |      | 15 de setembro de 1954  | 3 de janeiro de 1956    |
| 25     | General de Brigada Emílio Maurell Filho                 |      | 10 de janeiro de 1956   | 18 de novembro de 1956  |
| 26     | General de Brigada Hugo Panasco Alvim                   |      | 28 de fevereiro de 1958 | 19 de janeiro de 1960   |
| 27     | General de Brigada Luiz Augusto da Silveira             |      | 19 de janeiro de 1960   | 4 de setembro de 1961   |
| 28     | General de Brigada Jurandyr de Bizarria Mamede          |      | 4 de setembro de 1961   | 2 de junho de 1964      |
| 29     | General de Brigada João Bina Machado                    |      | 14 de julho de 1964     | 29 de agosto de 1966    |
| 30     | General de Divisão Reynaldo Mello de Almeida            |      | 18 de novembro de 1966  | 7 de maio de 1969       |
| 31     | General de Divisão Adolpho João de Paula Couto          |      | 7 de maio de 1969       | 12 de fevereiro de 1970 |
| 32     | General de Brigada Ariel Pacca da Fonseca               |      | 12 de fevereiro de 1970 | 22 de abril de 1971     |
| 33     | General de Brigada Roberto Alves de Carvalho Filho      |      | 22 de abril de 1971     | 10 de fevereiro de 1972 |
| 34     | General de Brigada Francisco de Mattos Junior           |      | 10 de fevereiro de 1972 | 11 de fevereiro de 1974 |
| 35     | General de Brigada Alzir Benjamin Chaloub               |      | 11 de fevereiro de 1974 | 30 de janeiro de 1976   |
| 36     | General de Brigada Ivan de Souza Mendes                 |      | 30 de janeiro de 1976   | 7 de fevereiro de 1979  |
| 37     | General de Brigada Diogo de Oliveira Figueiredo         |      | 7 de fevereiro de 1979  | 2 de fevereiro de 1982  |
| 38     | General de Brigada Alberto dos Santos Lima Fajardo      |      | 2 de fevereiro de 1982  | 28 de janeiro de 1983   |
| 39     | General de Brigada Eduardo Cesar Lucena Barbosa         |      | 28 de janeiro de 1983   | 25 de janeiro de 1985   |
| 40     | General de Brigada Zenildo Gonzaga Zoroastro de Lucena  |      | 25 de janeiro de 1985   | 27 de janeiro de 1987   |
| 41     | General de Brigada Léo Ulysséa Lebarbenchon             |      | 27 de janeiro de 1987   | 18 de dezembro de 1987  |
| 42     | General de Brigada Aricildes de Moraes Motta            |      | 18 de dezembro de 1987  | 20 de abril de 1990     |
| 43     | General de Brigada Luciano Phaelante Casales            |      | 20 de abril de 1990     | 13 de maio de 1992      |
| 44     | General de Brigada Sady Guilherme Schmidt               |      | 13 de maio de 1992      | 22 de abril de 1993     |
| 45     | General de Brigada Reynaldo Paim Sampaio                |      | 22 de abril de 1993     | 25 de janeiro de 1995   |
| 46     | General de Brigada Luiz Edmundo Montedônio Rêgo         |      | 25 de janeiro de 1995   | 5 de fevereiro de 1998  |
| 47     | General de Divisão Ricardo Barbalho Lamellas            |      | 5 de fevereiro de 1998  | 28 de janeiro de 2000   |
| 48     | General de Divisão Paulo Cesar de Castro                |      | 28 de janeiro de 2000   | 9 de maio de 2002       |
| 49     | General de Brigada Lúcio Mário de Barros Góes           |      | 9 de maio de 2002       | 24 de maio de 2004      |
| 50     | General de Brigada Luiz Eduardo Rocha Paiva             |      | 24 de maio de 2004      | 13 de dezembro de 2006  |
| 51     | General de Divisão Sergio Westphalen Etchegoyen         |      | 13 de dezembro de 2006  | 6 de abril de 2009      |
| 52     | General de Divisão João Camilo Pires de Campos          |      | 6 de abril de 2009      | 6 de abril de 2011      |
| 53     | General de Brigada Sergio José Pereira                  |      | 6 de abril de 2011      | 14 de dezembro de 2012  |
| 54     | General de Brigada Walter Nilton Pina Stoffel           |      | 14 de dezembro de 2012  | 5 de fevereiro de 2015  |
| 55     | General de Divisão Elias Rodrigues Martins Filho        |      | 5 de fevereiro de 2015  | 23 de setembro de 2016  |
| 56     | General de Brigada Richard Fernandez Nunes              |      | 23 de setembro de 2016  | 16 de março de 2018     |
| 57     | General de Divisão Edson Diehl Ripoli                   |      | 16 de março de 2018     | 12 de fevereiro de 2019 |
| 58     | General de Brigada Rodrigo Pereira Vergara              |      | 12 de fevereiro de 2019 | 9 de setembro de 2020   |
| 59     | General de Brigada Márcio de Souza Nunes Ribeiro        |      | 9 de setembro de 2020   | 18 de abril de 2022     |
| 60     | General de Brigada Sergio Manoel Martins Pereira Junior |      | 18 de abril de 2022     | 14 de dezembro de 2023  |
| 61     | General de Brigada Mario Eduardo Moura Sassone          |      | 14 de dezembro de 2023  | -                       |